# La Cebra Danza Gay
La Cebra Danza Gay es una compañía de danza mexicana que está integrada por personas que pertenecen a la diversidad sexual. Fue fundada por José Rivera en 1996.
Es la primera compañía en México integrada casi exclusivamente por gays, que toca los problemas que enfrenta la comunidad LGBT+. Se ha presentado en varios lugares de México, así como en Estados Unidos, Alemania y Francia.

## Historia
En 1987 José Rivera Moya, originario de San Luis Potosí, llegó a la Ciudad de México para convertirse en bailarín del Ballet Independiente de México bajo la dirección de Raúl Flores Canelo, en ese ballet produjo su primera obra con un tema homoerótico llamada Danza del mal amor o mejor me voy, la cual se presentó en 1990, ganando el Concurso Interno de Coreografías del Ballet Independiente. 
En 1998, La Cebra tuvo su primera presentación importante en el XXIII Festival Internacional de Danza “Lilia López” en San Luis Potosí.
El mensaje que tiene está enfocado en los problemas que enfrenta la comunidad gay: la violencia, los derechos de las minorías, el SIDA, la prostitución masculina, los crímenes de odio, la discriminación, así como la postura de la iglesia católica sobre la homosexualidad:
Ave María Purísima, de prostitución y lentejuelas fue creada con la compañía de danza en 1996. Yo no soy Pancho Villa ni me gusta el futbol fue creada en 1998 sobre la escena nocturna gay en la Ciudad de México. Quinceañera del Bajío mata a sus chambelanes es una crítica a la violencia relacionada con las drogas que azota a México. Oraciones fue coreografiada por Graciela Henríquez, que rastrea las raíces de los pueblos latinoamericanos y el sincretismo religioso surgido tras las conquistas española y portuguesa. Arcoiris Mambo es un homenaje a la música de los años 1950 y a la Época de Oro del Cine Mexicano. Bailemos a Mozart. Por los ángeles que se han ido se creó en 2001 en memoria de los fallecidos a causa del sida. El tiempo lo arrasa todo. Queda la muerte fue creada en 2004 y trata sobre la muerte y el sida. Cartas de amor trata sobre personas que viven con el VIH. El soldado y el marinero es una historia de amor.
El grupo recibe apoyo del Instituto Nacional de Bellas Artes, con espacio de práctica permanente en el edificio CONACULTA en la Colonia Guerrero en la Ciudad de México. Con motivo de su 15 aniversario, la compañía interpretó Con humo en los ojos y en el corazón del bailarín uruguayo Dery Fazio. El evento también incluyó un desfile de moda “retro” para apoyar la investigación del SIDA.

## Presentaciones
La Cebra se ha presentado en varias partes de México, como Baja California, Colima y Oaxaca y ha hecho presentaciones en los Estados Unidos y Europa. El grupo interpretó Bailemos a Mozart, por los ángeles en el Palacio de Bellas Artes, el recinto más prestigioso del país. El grupo representó a México en la X Bienal de la Danse en Lyon , Francia, en 2002. Participó en la X Muestra Internacional de Danza Tijuana en 2008. En 2010, se presentó en la Feria del Libro y la Rosa en Taxco, auspiciado por la UNAM, y el Festival Artístico Coahuila. En 2011, fueron invitados a actuar en el Festival Internacional Cervantino para este evento, el grupo optó por realizar una obra llamada Ganímedes, que está basada en el mito griego.
Representó a México en la Bienal de la Danza de Lyon (2002), Nueva York (2005), el Festival Internacional Cervantino (2011) y Hamburgo (2013).